# Glabroculus cyane
Glabroculus cyane is een vlinder uit de familie van de Lycaenidae. De wetenschappelijke naam is voor het eerst gepubliceerd in 1837 door Eduard Friedrich Eversmann.

## Verspreiding
De soort komt voor in Kazachstan, Kirgizië en Siberië.

## Waardplanten
Goniolimon speciosum, Limonium gmelinii, Limonium leptolobum en Goniolimon cuspidatum.

## Ondersoorten
- Glabroculus cyane cyane (Eversmann, 1837)
- Glabroculus cyane deserticola (Elwes, 1899)
  - = Lycaena cyane deserticola Elwes, 1899
- Glabroculus cyane tarbagata (Suschkin, 1909)
  - = Lycaena cyane tarbagata Suschkin, 1909
- Glabroculus cyane kozhantshikovi (Sheljuzhko, 1928)
  - = Lycaena cyane kozhantshikovi Sheljuzhko, 1928
  - = Plebejidea cyane kozhantshikovi Sheljuzhko, 1928
- Glabroculus cyane ella (Bollow, 1931)